# الموت في خدمتك (مسلسل كوري)
الموت في خدمتك (بالكورية: 어느 날 우리 집 들어왔다 멸망이 들어왔다)؛ هو مسلسل تلفزيوني كوري جنوبي، من بطولة بارك بو يونغ وسيو ان جوك، عرض من 10 مايو إلى 29 يونيو 2021، على قناة تي في إن.

## القصة
دونغ كيونغ (بارك بو يونغ) محرره لشركة روايات على شبكة الإنترنت، عاشت حياة صاخبة، خاضعة لأهواء القدر، وسرعان ما تجد نفسها على حافة الدمار الحقيقي، كيم سارام (سيو آن جوك)، يظهر فجأة في حياتها العادية، ولد بين الظلمة والنور: عندما يتنفس تختفي البلدان؛ حيث يمشي تنهار الفصول، عندما يبتسم تنطفئ حياة، كل ما عليه فعله هو أن يسقط شيء ما في الخراب. هذه ليست نيته، ولكن ببساطة مصيره، دونغ كيونغ أبرمت عقدًا لمدة 100 يوم مع كيم سارام. مخاطرة بحياتها وحبها.

## بطولة
- بارك بو يونغ بدور تاك دونغ كيونغ

محررة روايات على شبكة الإنترنت لمدة ست سنوات في شركة نشر تدعى لايف ستوري. لقد كانت تعمل بجد منذ وفاة والديها في حادث.
- سيو ان جوك بدور ميول مانغ / كيم سا رام.[9]

- لي سو هيوك بدور تشا جو يك.

زميل عمل دونغ كيونغ وهو قائد فريق التحرير.
- كانغ تاي هو بدور لي هيون كيو.

رفيق جوو يك في السكن وهو صاحب مقهى.
- شين دو هيون بدور نا جي نا.

روائية على شبكة الإنترنت في شركة لايف ستوري وهي أيضًا صديقة مقربة لي دونغ كيونغ.

## الاستقبال
وفقًا لـ Nielsen Korea ، لم تتلقى دراما استقبال كبير في كوريا الجنوبية، حيث بدات بنسبة 4.4% في أول بث لها، وانخفضت نسبتها إلى 2.7% في الحلقة الثامنة لها.
على الرغم من ذلك، فقد بيعت حقوق البث في 150 دولة «مسبق» قبل بداية عرضها محليا، محققة بذلك نجاحًا كبيرًا.

## المشاهدات
| الموسم | الموسم | رقم الحلقة | رقم الحلقة | رقم الحلقة | رقم الحلقة | رقم الحلقة | رقم الحلقة | رقم الحلقة | رقم الحلقة | رقم الحلقة | رقم الحلقة | رقم الحلقة | رقم الحلقة | رقم الحلقة | رقم الحلقة | رقم الحلقة | رقم الحلقة | المتوسط |
| الموسم | الموسم | 1          | 2          | 3          | 4          | 5          | 6          | 7          | 8          | 9          | 10         | 11         | 12         | 13         | 14         | 15         | 16         | المتوسط |
| ------ | ------ | ---------- | ---------- | ---------- | ---------- | ---------- | ---------- | ---------- | ---------- | ---------- | ---------- | ---------- | ---------- | ---------- | ---------- | ---------- | ---------- | ------- |
|        | 1      | 933        | 1.003      | 951        | 765        | 732        | 938        | 844        | 692        | 690        | 662        | 673        | 552        | 773        | 658        | 543        | 586        | 749     |

وفقا لمخطط Nielsen Korea أعلاه، فان لحلقة الثانية هي الوحيدة التي كسرت حاجز المليون.
| الحلقة | تاريخ البث    | متوسط حصة الجمهور | متوسط حصة الجمهور |
| الحلقة | تاريخ البث    | AGB Nielsen.      | AGB Nielsen.      |
| الحلقة | تاريخ البث    | على الصعيد الوطني | سوول              |
| ------ | ------------- | ----------------- | ----------------- |
| 1      | 10 مايو 2021  | 4.118%            | 4.238%            |
| 2      | 11 مايو 2021  | 4.422%            | 4.926%            |
| 3      | 17 مايو 2021  | 3.952%            | 4.521%            |
| 4      | 18 مايو 2021  | 3.194%            | 3.390%            |
| 5      | 24 مايو 2021  | 3.384%            | 3.863%            |
| 6      | 25 مايو 2021  | 3.343%            | 4.066%            |
| 7      | 31 مايو 2021  | 3.297%            | 3.702%            |
| 8      | 1 يونيو 2021  | 2.789%            | 3.371%            |
| 9      | 7 يونيو 2021  | 2.505%            | 2.922%            |
| 10     | 8 يونيو 2021  | 2.473%            | 2.714%            |
| 11     | 14 يونيو 2021 | 2.517%            | 2.894%            |
| 12     | 15 يونيو 2021 | 2.351%            | 2.318%            |
| 13     | 21 يونيو 2021 | 2.899%            | 3.511%            |
| 14     | 22 يوينو 2021 | 2.521%            | 2.947%            |
| 15     | 28 يونيو 2021 | 2.334%            | 2.865%            |
| 16     | 29 يونيو 2021 | 2.340%            | 2.630%            |
| المعدل | المعدل        | 3.027%            | 3.430%            |

## الإنتاج

### صناعة
- التخطيط العام : كيم جي هيون (نائبة الرئيس التنفيذي لقسم CJ ENM Media).[15][16]
- تخطيط : تي في إن & كيم يونغ جيو (S.D).[17][18]
- فريق العمل : Studio&NEW.[19]

- أخراج وكتابة: المسلسل من إخراج كوون يونغ إيل الذي عمل على إخراج بحث: www ومن كتابة إم أه ري التي كتبت الجمال الداخلي لقناة JTBC لعام 2018.[20][21]

## روابط خارجية
- الموت في خدمتك على موقع IMDb (الإنجليزية)
- الموت في خدمتك على موقع نتفليكس (الإنجليزية)
- الموت في خدمتك على موقع كينوبويسك (الروسية)
- الموت في خدمتك على موقع قاعدة بيانات الفيلم (الإنجليزية)